# Патрісія Герра
Патрісія Герра (ісп. Patricia Guerra, 21 липня 1965) — іспанська яхтсменка.
Олімпійська чемпіонка 1992 року в класі 470, учасниця 1988 року.